# 奇普里亚诺·凯梅洛
奇普里亚诺·凯梅洛（義大利語：Cipriano Chemello，1945年7月19日—2017年2月14日），意大利男子自行车运动员。他曾代表意大利参加1968年夏季奥林匹克运动会自行车比赛，获得男子团体追逐赛铜牌。